# Arlette Grebel
 (juillet 2013).
Si vous disposez d'ouvrages ou d'articles de référence ou si vous connaissez des sites web de qualité traitant du thème abordé ici, merci de compléter l'article en donnant les références utiles à sa vérifiabilité et en les liant à la section « Notes et références ».
Pour les articles homonymes, voir Grebel.
Arlette Grebel, née le 15 août 1924, est une écrivaine et journaliste française.

## Biographie
Arlette Grebel est née le 15 août 1924 à Paris (avenue des Ternes) dans une famille bohème d’ingénieurs, inventeurs et artistes. Ses parents, Maurice Grebel et Suzanne Paque, venaient tous deux du nord de la France : son père est né à Denain et sa mère à Wimereux. 
Deux événements allaient marquer son enfance : la ruine de sa famille, conséquence de la crise économique et de la disparition des phares Grebel (co-entreprise de son père et son oncle, l’inventeur Stéphen Grebel) et, surtout, la mort de sa mère en avril 1938 qui allait bouleverser sa vie et celle de son frère Michel.
En 1941, durant l’occupation, Arlette Grebel entre à l’École de journalisme de la rue Notre-Dame-des–Champs à Paris. Elle en sortira première de sa promotion en 1943[réf. nécessaire]. C’est encore l’occupation, et elle attendra un an avant de faire ses débuts de journaliste.

### Situation familiale
Mariée en 1948 avec Armand Jammot, journaliste et réalisateur à la télévision, avec qui elle a eu trois enfants : Maurice, Florence et Sylvie, elle se remarie en 1958 avec Kellie Gardner, professeur américain, avec qui elle a eu deux autres enfants : Christophe et Laure.

## Carrière
Arlette Grebel est entrée au journal France libre en août 1944, durant la libération de Paris. Ses premiers reportages se font dans un Paris en guerre, puis en liesse, dans une Normandie en ruines, puis dans le Nord ravagé qu’elle parcourt à bicyclette, où Dunkerque est toujours aux mains des Allemands, où les sinistrés sont partagés entre le désarroi et la joie de la liberté retrouvée. En janvier 1945, son rédacteur en chef, Aymé Guerrin qui avait créé France Libre dans la clandestinité, durant l’occupation, l’envoie suivre le procès de Charles Maurras, à Lyon. Elle découvre alors la presse judiciaire et s’y fera plusieurs amis : Madeleine Jacob, Dominique Pado, Roger Grenier et Frédéric Pottecher qui, quel que soit son âge par la suite, l’appellera toujours « la gamine ». Elle assistera, par la suite, à plusieurs procès criminels ou de collaboration, en Haute-Cour et en Cour d’Assises.
En 1946, elle part pour Vienne et Innsbruck, en Autriche, avec les ballets Loïe Fuller. Elle découvre un pays dévasté par la guerre, occupé par les quatre armées alliées. Elle en rapportera un reportage sur la zone d’occupation française, et l’ébauche de son premier livre : Où vas-tu papillon ?
En 1948, elle parcourt la Suède et en rapporte un long reportage qui ne sera jamais publié, France Libre cessant de paraître, comme plusieurs autres journaux issus de la Résistance. C’est la fin des temps glorieux, le temps des grands groupes de presse, celui des médias, et le chômage pour des centaines de jeunes journalistes.
En 1955, après un bref passage dans l’édition, la parution de son premier livre, la naissance de trois enfants et un divorce, Arlette Grebel participe à la création de l’OREL, l’une des premières sociétés de relations publiques en France, que dirigent Georges Serrell et Stéphane Félix. Parmi leurs premiers clients, le Commissariat à l’énergie atomique leur confie tous leurs documents destinés au grand public. Responsable du dossier, Arlette Grebel se passionne alors pour la vulgarisation scientifique et, durant plusieurs années, elle rédigera de nombreux documents, dossiers pédagogiques et brochures sur l’énergie nucléaire, l’industrie du froid, la Camargue et les riziculteurs, l’énergie, la croissance économique, etc.
À partir de 1961, elle accompagne son second mari, Kellie Gardner, dans plusieurs pays où il crée et dirige des écoles américaines. Elle passe ainsi plusieurs années en Espagne, Israël, États-Unis, sans cesser d’écrire et de publier.
En 1982, après la mort de son mari, elle s’installe en Bourgogne.

## Œuvres
- Où vas-tu papillon ?, livre de poche Collection Marabout no 158, Éditions Julliard, 1954, Prix Amar, traduit en anglais (A nest of nightingales) et en allemand (Wohin fliegst du, schmetterling?)
- Ce soir Tania, Éditions Gallimard, 1970, premier Grand prix des lectrices de Elle - 1970, traduit en japonais
- Vous disiez donc matelot..., (autobiographie,  éd. Gallimard 1972
- Écoute, c'est la nuit, Éditions Galilée, 1981
- Les mots les plus fous,  éd. Gallimard, 1986, traduit en chinois
- La commedia, Presses de la Renaissance, 1991
- La revanche du tocard, Éditions Unicité, 2013